# Agriphila deliella
Agriphila deliella  (лат.) — вид чешуекрылых насекомых из семейства огнёвок-травянок. Распространён в Европе, в Закавказье, Малой Азии, Афганистане и Северной Африке. Размах крыльев 26—29 мм. Гусеницы питаются на осоке песчаной, Corynephorus canescens и Molinia caerulea.